# Stolmy Pimentel
Stolmy Ramon Pimentel  (né le 1er février 1990 à San Cristóbal, San Cristóbal, République dominicaine) est un lanceur droitier des Mets de New York de la Ligue majeure de baseball.

## Carrière
Stolmy Pimentel signe son premier contrat professionnel avec les Red Sox de Boston, pour qui il joue en ligues mineures de 2007 à 2012. Avec le releveur droitier Mark Melancon, le premier but Jerry Sands et le joueur d'avant-champ Iván DeJesús, Pimentel passe des Red Sox aux Pirates de Pittsburgh le 26 décembre 2012 en retour du releveur droitier Joel Hanrahan et du joueur d'avant-champ Brock Holt.
Lanceur partant dans les ligues mineures, Stolmy Pimentel fait ses débuts dans le baseball majeur comme lanceur de relève pour Pittsburgh le 4 septembre 2013 et à sa première manche de travail retire dans l'ordre les Brewers de Milwaukee. Il lance dans 5 matchs en fin de saison 2013 et maintient une moyenne de points mérités de 1,93 avec 9 retraits sur des prises en 9 manches et un tiers de travail.
Pimentel est réclamé au ballottage par les Rangers du Texas le 11 avril 2015. Il fait 8 sorties en relève pour les Rangers au cours de la saison 2015.
Le 24 novembre 2015, il signe un contrat des ligues mineures avec les Mets de New York.